# Ligabuesaurus
Ligabuesaurus ("ještěr Giancarla Ligabueho") byl rod sauropodního dinosaura, který žil v období spodní křídy (stupně apt až alb), asi před 117 až 100 miliony let na území dnešní Argentiny.

## Historie
První fragmentární fosilie tohoto velkého býložravce byly formálně popsány roku 2006 argentinskými paleontology José F. Bonapartem a jeho kolegy. Ligabuesaurus patřil podle prvních předpokladů mezi bazální (vývojově primitivní) titanosaury, možná dokonce brachiosauridy. Jeho druhové jméno leanzai je poctou objeviteli, geologovi Dr. Hectórovi A. Leanzovi.
V roce 2022 byla publikována odborná práce revidující osteologii a fylogenetické vztahy tohoto sauropoda. Dle této studie se jednalo o zástupce kladu Somphospondyli mimo skupinu Titanosauria, vývojově vyspělejšího než je obří severoamerický rod Sauroposeidon.

## Rozměry
Tento sauropod dosahoval podle hrubých odhadů délky kolem 18 metrů a hmotnosti asi 20 000 kg. Patřil tak ke středně velkým sauropodům.